# Fabian Westerheide
Fabian J. G. Westerheide (* 1987) ist ein deutscher Investor im Bereich Künstliche Intelligenz (KI) und Gründer mehrerer Unternehmen wie Wunsch-Brautkleid und der Venture-Capital-Firmen Point Nine Capital und Asgard Capital sowie gemeinsam mit seiner Frau Initiator von AI for Humans und Organisator der Konferenz Rise of AI. Er zählt zu den bekanntesten Köpfen und Pionieren der deutschen Tech- und KI-Szene.

## Leben

### Herkunft und Ausbildung
Westerheide ist der Sohn von Dirk Westerheide, der ein Unternehmer, ehemaliger Präsident des Gesamtverbands Kunststoffverarbeitende Industrie (GKV) und Mitarbeiter bei Asgard Capital ist. Er hat eine Schwester. Westerheide wuchs auf einem Bauernhof in Ostwestfalen auf. In seiner Kindheit war er ein Fan von Science-Fiction und Fantasy. Er studierte BWL an der Universität Münster (Deutschland) und im Master Strategisches und Internationales Management an der Universität St. Gallen (Schweiz).

### Berufliches Wirken
Nach seinem Studium ging er nach Berlin und arbeitete dort von 2010 bis 2011 als Inkubator bei Team Europe Ventures, einem jungen Venture-Capital-Unternehmen, das u. a. von Lukasz Gadowski gegründet wurde und strategisch weitere Unternehmen aufbaut. Später war Westerheide auch bei der Kapitalgebergesellschaft Point Nine Capital, die er mitgegründet hatte, tätig. Er half die Marke aufzubauen und begleitete zahlreiche Investments. 2012 gründete er sein eigenes Startup wunsch-brautkleid.de. 2015 verkaufte er es an die deutsche Hochzeitsmedienfirma Hochzeitsportal 24.
2014 startete er Asgard Capital, einen Venture-Capital-Fonds, der ausschließlich in KI-Startups, die sich in der Frühphase befinden und für B2B arbeiten, investiert. Zu den innovativen Technologien, die unterstützt werden, zählen auch Roboter, Drohnen, IoT und 'Connected Hardware', wenn sie Schnittmengen mit der KI aufweisen. Das Investment pro Startup beläuft sich zwischen 50.000 Euro und einigen 100.000 Euro. In wie viele Unternehmen investiert wird, wird nicht bekanntgegeben, es sollen zwischen vier bis zehn sein. Zum Portfolio von Asgard zählen unter anderem Omnibot und i2x, zwei auf Sprachtechnologie spezialisierte Unternehmen sowie AVA, Soundbrenner, Micropsi Industries und Accelerated Dynamics. Zuerst investierten nur Westerheide und seine Familie einen einstelligen Millionenbetrag. 2018 öffnete er den Fonds auch für andere Investoren, dazu zählen u. a. als Co-Investoren Benjamin Rohe, Gero Decker, Torben Schreiter, Reiner Mauch und als Beraterin Candy Behunin. Der Unternehmensname „Asgard“ stammt aus der Serie „Stargate“, in der ein außerirdisches Volk, das technisch hoch entwickelt ist, diesen Namen trägt. Mit KI hofft Westerheide auf eine Verlängerung des Lebens, weniger Arbeit, mehr Luxus und Komfort.
Seit 2014 organisiert Westerheide eine der größten KI-Konferenzen Deutschlands, die Konferenz Rise of AI für Forscher, Unternehmer, Politiker und Investoren der europäischen KI Industrie. Ziel der Konferenz sei es, die Entwicklungen zur KI in Europa zu stärken. Begonnen hat die Konferenz in einem Keller, in dem sich Berliner Hacker trafen. Nun findet sie im Telekomgebäude in Berlin statt. Sponsor der Konferenz ist Microsoft.
2018 legte Westerheide mit seiner Investmentfirma Asgard und Roland Berger eine umfangreiche Studie zu dem internationalen KI-Markt vor („AI Strategy for European Startups“). Laut dieses Berichts sitzen 40 % der relevanten KI-Unternehmen in den USA, gefolgt von China und Israel mit jeweils 11 %. Europa liegt merklich abgeschlagen dahinter.
Westerheide ist als Sprecher aktiv. Bei TEDx sprach er über das Thema „AI Is Eating Our World“. Im August 2020 hielt er bei der Verleihung des Deep Tech Awards, der von der Berliner Senatsverwaltung für Wirtschaft, Energie und Betriebe verliehen wird, die Keynote Speech über KI. 2016 sprach er zweimal beim Szenepodcast deutsche startups. Bei der Konferenz Rise of AI hält er laufend Vorträge.
2021 war er in der Fachjury des Deep Awards.

### Weiteres Engagement
Westerheide unterstützt staatliche Institutionen wie die Europäische Kommission, die Europäische Weltraumorganisation, den Deutschen Bundestag, Bundesministerien sowie DAX-Unternehmen, Think-Tanks und Startups im Bereich Künstliche-Intelligenz-Strategie und Zukunftstechnologien.
Er ist Koordinator für den Bundesverband Deutsche Startups im Bereich von KI und seit 2011 Autor des Blogs Bootstrapping.me.
Er kritisiert öffentlich die langsamen Prozesse der deutschen Bundesregierung, wenn es um künstliche Intelligenz geht. Er fordert mehr staatliche Finanzierungsmittel für den Aufbau von KI-Unternehmen, zudem solle ein Leuchtturmprojekt geschaffen werden.  Weiterhin plädiert er für eine bessere Bezahlung von KI-Experten, da sie sonst ins Silicon Valley abwanderten.

## Privates
Westerheide ist mit Veronika Westerheide, einer Eventmanagerin, verheiratet. Gemeinsam leben sie in Berlin.
In seiner Freizeit schreibt er Science-Fiction-Geschichten.

## Podcasts (Auswahl)
- KI-Investor Fabian Westerheide: Darauf sollten Startups achten
- Lawyers on Fire sprechen mit FABIAN WESTERHEIDE
- Der Stand von KI und Hardware erklärt von Fabian Westerheide | Deep Dive #6